# Lorenzo Acciaiuoli (militare)

Stemma Acciaiuoli

Lorenzo Acciaiuoli (1329 – aprile 1353) è stato un nobile e militare italiano.

## Biografia
Era figlio di Niccolò, della famiglia fiorentina degli Acciaiuoli, e di Margherita degli Spini.
Seguì la carriera militare e visse alla corte degli Angioini di Napoli, dai quali ebbe le cariche di luogotenente regio in Calabria e castellano di Napoli. Quando Luigi I d'Ungheria nel 1347 scese in Italia per vendicare il fratello Andrea, assassinato ad Aversa nel 1345, ai danni della regina Giovanna I, il principe Roberto di Taranto, il duca Carlo di Gravina, e altri membri dei rami napoletani della casa d'Angiò rei di avere complottato ai danni di Andrea. Lorenzo si portò alla difesa di Melfi.
Morì nel 1353 dopo breve malattia e venne sepolto il 7 aprile 1353 nella Certosa di Firenze, voluta e costruita dal padre Niccolò nel 1324. La lastra tombale in marmo bianco del sepolcro raffigura Lorenzo in armi ed è opera della bottega di Andrea Orcagna.

## Discendenza
Lorenzo sposò una figlia di Tommaso Sanseverino. Non si conosce discendenza.